# Tripoli SC
Tripoli SC ist ein libanesischer Fußballverein, der im Jahr 2003 unter dem Namen Olympic Beirut libanesischer Meister und Pokalsieger wurde. Gegründet wurde der Verein im Jahre 2000 in Beirut. Im November 2005 zog der Verein nach Tripoli um und firmiert seither unter dem Namen Tripoli SC in der Libanesischen Premier League. Einer der bekannten Spieler, die dort gespielt haben, ist Youssef Mohamad der 2004 den Klub verlassen hat und zum SC Freiburg ging, wo auch sein Landsmann Roda Antar spielte.
Kurz vor Beginn der Saison 2008/09, im Oktober 2008, gab der Verein bekannt, dass er nicht an der Saison teilnehmen werde. Er wurde daraufhin vom Verband mit 15 Millionen Libanesischen Pfund Strafe belegt. Die Saison 2009/10 musste der Verein in der zweiten Liga bestreiten.

## Vereinserfolge

### National
- Libanesische Premier League

Meister 2002/03
- Libanesischer FA Cup

Gewinner 2002/03, 2014/15

## Ehemalige Spieler
- Pierre Issa (2002–2003)
- Youssef Mohamad (2002–2004)

## Ehemalige Trainer
- Theo Bücker (2017)